# Municipio de Cormorant
El municipio de Cormorant (en inglés: Cormorant Township) es un municipio ubicado en el condado de Becker en el estado estadounidense de Minnesota. En el año 2010 tenía una población de 1039 habitantes y una densidad poblacional de 11,06 personas por km².

## Geografía
El municipio de Cormorant se encuentra ubicado en las coordenadas 46°44′58″N 96°6′10″O / 46.74944, -96.10278. Según la Oficina del Censo de los Estados Unidos, el municipio tiene una superficie total de 93.92 km², de la cual 68,18 km² corresponden a tierra firme y (27,4 %) 25,73 km² es agua.

## Demografía
Según el censo de 2010, había 1039 personas residiendo en el municipio de Cormorant. La densidad de población era de 11,06 hab./km². De los 1039 habitantes, el municipio de Cormorant estaba compuesto por el 98,17 % blancos, el 0,58 % eran amerindios, el 0,29 % eran asiáticos, el 0,38 % eran de otras razas y el 0,58 % eran de una mezcla de razas. Del total de la población el 0,38 % eran hispanos o latinos de cualquier raza.